# Raul Gardini
Raul Gardini (Rávena, 7 de junio de 1933 – Milán, 23 de julio de 1993) fue un magnate agroindustrial y químico italiano. En 1980, tomó el timón del negocio familiar de su suegro Serafino Ferruzzi, iniciando una agresiva campaña que condujo a la adquisición de la empresa azucarera y papelera francesa Beghin-Say SA y convirtiendo a Ferruzzi en el principal productor de azúcar de Europa. 

## Trayectoria
En 1985, Gardini centró su interés en los productos químicos y compró acciones de Montedison Chemical Group. En 1987, había adquirido el 42 % del grupo, convirtiendo a Ferruzzi-Montedison en el segundo grupo industrial más grande de Italia, tras la empresa estatal Eni. En 1989, Eni y Montedison formaron una empresa conjunta llamada Enimont.
Gardini estudió en el Instituto Agrícola de Cesena, donde obtuvo el diploma de experto agrícola. Posteriormente, se matriculó en la Facultad de Agricultura - Universidad de Bolonia; En 1987 fue galardonado con un título honorífico en agricultura por la Universidad de Bolonia.

#### Vela
En 1992, Gardini creó un equipo de vela para competir en Copa América. Pablo Cayard fue contratado como gerente y patrón, liderando Il Moro di Venezia para ganar el Copa Louis Vuitton de 1992.

### Tangentópoli
En 1993, Gardini se vio envuelto en el escándalo Tangentopoli tras un intento fallido de tomar el control de Enimont. En el mismo año, se suicidó en Milán.